# Солнечное затмение 21 августа 1914 года
Солнечное затмение 21 августа 1914 года — полное солнечное затмение, которое наблюдались в Канаде и Гренландии, в различных странах Европы и Азии. Частные фазы затмения наблюдались также в Африке.
Астрономы из разных стран предприняли попытки наблюдения этого затмения; в частности, планировалось с его помощью проверить общую теорию относительности. Однако Первая мировая война и облачность в местах наблюдения помешала осуществиться большинству экспериментов.

## Характеристики
Лунная тень во время этого затмения прошла по территории множества стран. Сначала затмение было видно в Северной Канаде, затем в Гренландии, Норвегии и Швеции. Затмение наблюдалось в Российской Империи на территориях современных Финляндии, Эстонии, Латвии, Литвы, Белоруссии, Украины и западной части России. Затем тень прошла по восточной части Османской империи (на данный момент — территория Турции, Сирии и Ирака), Персии и Британской Индии — на данный момент это территории Пакистана и Индии.
Это было первое из четырёх полных солнечных затмений, которые будут видны из Швеции в течение следующих 40 лет. Это полное солнечное затмение произошло в ту же календарную дату, что и затмение 2017 года, но на противоположном узле.
Луна была менее чем в трёх днях до прохождения перигея, что делало её угловой размер довольно большим. Максимальная длительность полной фазы затмения составила 2 минуты 14 секунд. Ширина тени затмения равнялась 170 километрам.

## Наблюдения
Многие обсерватории планировали направить своих астрономов наблюдать затмение: среди них — Аргентинская национальная обсерватория, Берлинская обсерватория и Ликская обсерватория. Одним из наиболее важных результатов наблюдения должна была стать проверка общей теории относительности путём наблюдения гравитационного искривления света. Большинство экспедиций было направлено в Россию, но из-за начала Первой мировой войны пришлось отменить большую их часть — лишь 7 из 27 групп наблюдателей остались в России и имели возможность наблюдать затмение. Кроме того, в некоторых пунктах наблюдения во время затмения было облачно, и в результате общую теория относительности проверить не удалось.

## Связанные затмения

### Сарос
Затмение 21 августа 1914 года относится к 124-му солнечному циклу сароса, содержащему 73 солнечных затмения, которые происходят с периодом в 18 лет и 11 дней. Первое затмение в цикле было частным и произошло 6 марта 1049 года, первое полное произошло 12 июня 1211 года, после чего полные затмения продолжались до 22 сентября 1968 года. 3 октября 1986 года случилось гибридное солнечное затмение. Следующие затмения — частные, последнее из них произойдёт 11 мая 2347 года. Самое продолжительное полное затмение цикла произошло 3 мая 1734 года, его продолжительность составила 5 минут 46 секунд.